# Lizardo Montero
Juan Lizardo Montero Flores (Ayabaca, Piura, 27 de mayo de 1832-Lima, 5 de febrero de 1905) fue un militar y político peruano que ocupó la Presidencia provisoria del Perú de 1881 a 1883, reemplazando al presidente Francisco García Calderón Landa, durante la ocupación chilena. Fue también Alcalde de Lima durante un breve período, en 1879.
Amigo y compañero de armas de Miguel Grau Seminario, Manuel Ferreyros y Aurelio García y García, todos ellos fueron conocidos como los Cuatro Ases de la Marina de Guerra del Perú. Viajó a España en 1858, retornó en 1862 y secundó la revolución del coronel Mariano Ignacio Prado, quien lo nombró comandante general de la Escuadra, interviniendo en el combate del Callao de 1866. Luego desempeñó actividades políticas como senador por Piura, y fue uno de los fundadores del Partido Civil. Durante el gobierno de Manuel Pardo fue ascendido a la alta clase de Contralmirante. Al estallar la guerra del Pacífico fue designado Jefe militar de los departamentos del Sur con sede en Tacna. Tras la derrota del ejército aliado peruano-boliviano en la batalla del Alto de la Alianza en 1880, pasó a Lima para intervenir en la defensa de la ciudad, luchando en las batallas de San Juan y Miraflores, en 1881. Con el cargo de Jefe militar de los departamentos del Norte se trasladó a Huaraz y, ostentando el cargo de vicepresidente de la República, se hizo cargo del Poder Ejecutivo cuando el presidente Francisco García Calderón Landa fue apresado y confinado a Chile. Estableció la sede del Congreso en Arequipa y tras la firma del Tratado de Ancón por el general Miguel Iglesias en 1883, abandonó el país para dirigirse a Bolivia y luego a Argentina. Volvió en 1890 y fue elegido senador por Piura, retirándose de la vida pública en 1895.
Fue un hombre culto y amable que gustaba de una nutrida vida social, llegando a ser presidente del Club de la Unión en tres periodos (1873-1874, 1878 y 1886-1887), presidente activo de la Benemérita Sociedad Fundadores de la Independencia (1888-1891) y socio del Club Nacional. Fue el tercer Alcalde de Lima en convertirse luego en Presidente de la República del Perú.

## Biografía

### Carrera militar y política
Fue hijo de José Casimiro Montero del Águila y de Gregoria Flores Izaga. Inició estudios en la Universidad de Quito y, trasladado a Lima en 1851, ingresó a la Escuela Naval del Perú en calidad de guardiamarina. Con el grado de alférez de fragata pasó a servir a bordo de la goleta Mercedes y se halló en su naufragio frente a Casma, el 3 de mayo de 1854, donde pereció heroicamente su comandante Juan Noel y Lastra, al negarse abandonar su nave hasta que estuvieran a salvo toda su tripulación.
Era ya teniente segundo cuando pasó a la fragata Apurímac, donde, al frente de un grupo de marinos (entre ellos el entonces alférez de fragata Miguel Grau) se amotinó en la rada de Arica y se sumó a la revolución del general Manuel Ignacio de Vivanco contra el gobierno del mariscal Ramón Castilla (1856). Otras unidades navales siguieron su ejemplo y se formó así una escuadra rebelde. Formando parte de ella, Montero incursionó a lo largo del litoral peruano en 1857, y participó en el ataque al Callao del 22 de abril de ese año, que fue uno de los episodios más memorables de la sangrienta guerra civil entre vivanquistas y castillistas. Pero Vivanco fue derrotado, y una tras otra, las unidades de la marina rebelde se fueron rindiendo. La última en hacerlo fue el Apurímac, con Montero a la cabeza, que se entregó el 17 de marzo de 1858. Los marinos vivanquistas fueron separados del servicio activo y borrados del escalafón oficial, pero se les dejó la libertad de decidir: permanecer en el país o irse al extranjero.

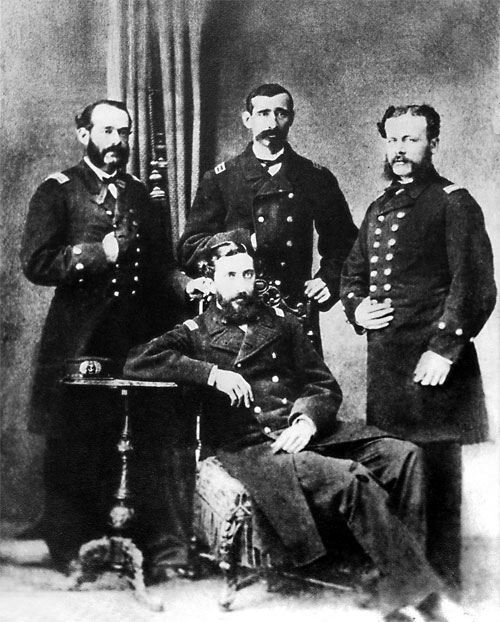
Los “Cuatro Ases de la Marina Peruana”. De pie, de izquierda a derecha, Miguel Grau (piurano), Lizardo Montero (piurano) y Aurelio García y García (limeño). Sentado: Manuel Ferreyros (limeño).

Por propia voluntad, Montero viajó a España en 1858, retornando en 1862. Fue reincorporado al servicio y se le reconoció el grado de capitán de corbeta, pasando a ser comandante del bergantín Lerzundi. Secundó la revolución restauradora acaudillada por el coronel Mariano Ignacio Prado contra el gobierno del general Juan Antonio Pezet en 1865, que resultó triunfante.
Fue ascendido a capitán de navío y nombrado comandante general de la Escuadra, durante la guerra contra España. Durante el combate del Callao del 2 de mayo de 1866, situó a los buques peruanos entre las naves españolas y la población del Callao, impidiendo así que esta fuera afectada por el fuego enemigo, al mismo tiempo que ponía a los atacantes bajo los disparos de las baterías de tierra.
Se hallaba al mando de la escuadra peruana fondeada en Valparaíso, cuando, junto con otros marinos, protestó contra la decisión del gobierno de contratar al comodoro estadounidense John R. Tucker para dirigir la armada peruana en la proyectada expedición naval a Filipinas, a la que se quería liberarla del dominio español (1866). Acusado de insubordinación, fue apresado, confinado en la isla de San Lorenzo y sometido a juicio, para finalmente ser declarado inocente (1867).
En 1871 estuvo entre los fundadores del Partido Civil, que en 1872 llevó al poder a Manuel Pardo. Fue elegido senador por el departamento de Piura hasta 1881. Al mando de tropas de tierra, contribuyó con la derrota de la revolución que Nicolás de Piérola había iniciado en 1874 contra el gobierno de Pardo (la llamada “Expedición del Talismán”).
En 1875 postuló a la presidencia del Perú, pero perdió las elecciones frente al general Mariano Ignacio Prado. En 1876, gobernando todavía Pardo, fue ascendido a la alta clase de contralmirante.

### En la guerra del Pacífico
Tras la declaratoria de la guerra del Pacífico, se dice que Miguel Grau aconsejó al presidente Mariano Ignacio Prado que nombrara a Montero comandante de la Escuadra. Pero Prado, haciendo cálculos políticos (no era conveniente que Montero, siendo su rival político, tuviera importante figuración), optó por dar a Montero el mando de las baterías de Arica. Luego, el 23 de noviembre de 1879, ya en las postrimerías del gobierno de Prado, Montero fue nombrado jefe político y militar de los departamentos del sur. De esa manera, sucedió en el mando del ejército del Sur al general Juan Buendía, luego del descalabro que sufriera este en la batalla de San Francisco o Dolores.
Luego que tomó el poder Nicolás de Piérola, Montero no recibió las tropas y los suministros bélicos que requería la defensa de Tacna y Arica. Se ha especulado si ello se debió a la enconada rivalidad política que existía entre ambos, que databa de años atrás; al parecer, Piérola quería formar un ejército totalmente adicto a su persona. Tras la batalla del Alto de la Alianza de 26 de mayo de 1880, Montero se replegó hacia Arequipa. Pasó luego a Lima, donde fue alcalde de la ciudad por un breve periodo. Por disposición de Piérola, formó parte del Estado Mayor y luchó en las batallas de San Juan y Miraflores, libradas los días 13 y 15 de enero de 1881, respectivamente.
Tras la ocupación chilena de Lima, marchó a Huaraz, como jefe político y militar de los departamentos del norte. Mientras que en Lima, el 22 de febrero de 1881, una Junta de Notables eligió al jurista arequipeño Francisco García Calderón como presidente del Perú, que instaló la sede de su gobierno en el pueblo de La Magdalena, el 11 de marzo. Luego, se reunió el Congreso Nacional en la devastada Chorrillos, cuyos miembros eligieron a Montero como primer vicepresidente de la República del gobierno de García Calderón, conocido también como el Gobierno de La Magdalena.
Los chilenos quisieron firmar con el nuevo gobierno peruano un tratado de paz que consagrase sus ambiciones territoriales (anexión de Tarapacá, Tacna y Arica). Pero García Calderón no favoreció los planes chilenos y buscó mantener la integridad territorial, por lo que fue apresado y deportado a Chile el 6 de noviembre de 1881.

### Presidente de la República

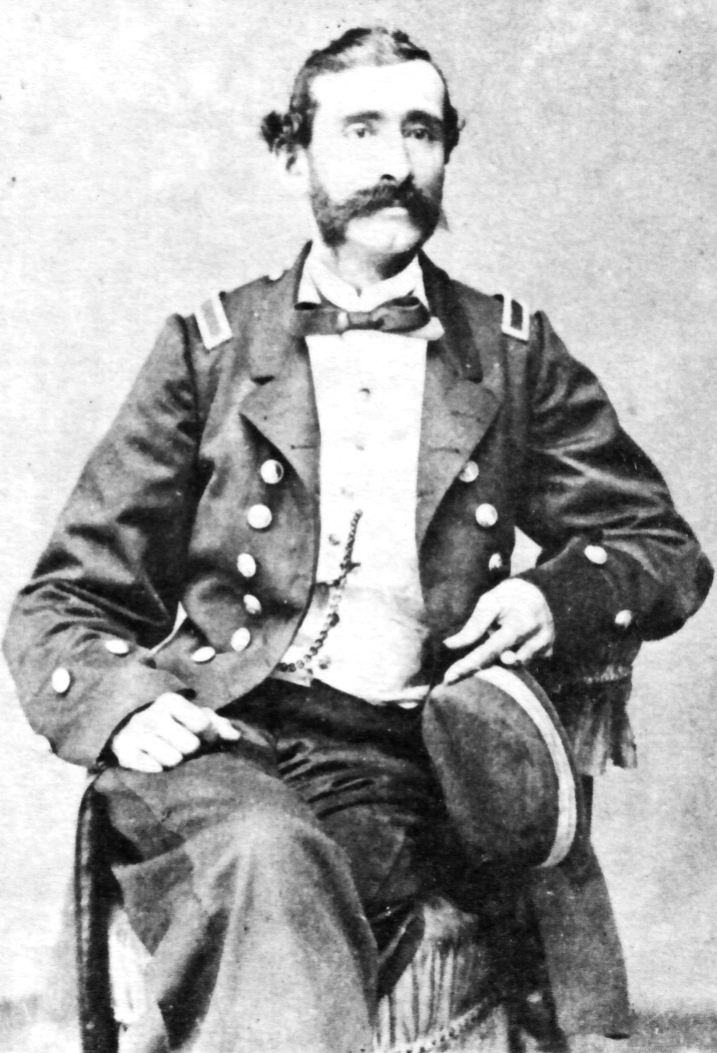
El contralmirante Lizardo Montero. Foto Courret.

Tras la deportación de García Calderón, Montero se convirtió en el encargado del Poder Ejecutivo. Inicialmente la sede de su gobierno estuvo en Huaraz, desde donde oficialmente anunció el traslado de la sede gubernamental de la República, debido a la conveniencia de la zona en marzo de 1882,  y finalmente en Arequipa. Declarándose así a la muy generosa ciudad y a la ciudad blanca capitales históricas del Perú.
En Huaraz, estando el gobierno ya instalado desde mediados de marzo del mismo año, el 15 de julio tuvo una entrevista con el diplomático Mariano Álvarez con la finalidad de alcanzar una tregua, en donde Chile enfatiza la negativa a la cesión de los territorios del sur.
El último Consejo de Ministros se dio en Huaraz, dónde se propuso relocalizar la capital a la ciudad de Yungay, debido a las condiciones climáticas. Posteriormente el Consejo de Ministros se disolvió.
Montero ingresó a Arequipa el 31 de agosto de 1882, el mismo día en que el general cajamarquino, Miguel Iglesias –jefe militar del Norte– se rebelaba contra su gobierno y daba el grito de Montán, en el que planteaba el reconocimiento de la derrota de la guerra y la firma de la paz con cesión de territorio. Este hecho fue condenado por varios pueblos del Perú, incluido Arequipa, que se negaron a aceptar la mutilación de la patria.
Montero instaló el Congreso de la República, que funcionó de 22 de abril a 20 de julio de 1883. Este Congreso ratificó a García Calderón como presidente y a Montero como primer vicepresidente encargado del mando; y nombró al general Andrés Avelino Cáceres (en esos momentos caudillo de la resistencia de la Breña) como segundo vicepresidente. Pero el gobierno de Montero no logró consolidarse. Chile no lo reconoció; el único gobierno extranjero que le acreditó una representación diplomática fue el de Bolivia, regido entonces por el general Narciso Campero.
Montero permaneció 14 meses en Arequipa. En ese lapso, la población arequipeña se organizó para mantener a las tropas peruanas. «Arequipa participó de forma activa en la campaña del sur, con varios batallones de jóvenes y mantuvo al gobierno de Montero», dice al respecto el historiador Juan Guillermo Carpio Muñoz.
Siguiendo la línea de su antecesor, Montero continuó las negociaciones de paz con el gobierno chileno, pero sin acceder a concesiones territoriales. Al mismo tiempo trabajó intensamente para proseguir la guerra junto a Bolivia, adquiriendo armamento en Europa y Estados Unidos que, con gran esfuerzo, llegó a puertos argentinos, desde donde fue llevado a Bolivia y a Puno. Brindó asimismo importante ayuda a la resistencia dirigida por el general Andrés A. Cáceres, reforzando su ejército de la Breña hasta en tres oportunidades. Todo ello desmiente la leyenda negra que lo acusa de no haber hecho nada en favor de la resistencia y de haber mantenido en la inactividad al ejército acantonado en Arequipa.
Sin embargo, el episodio más controvertido de su gobierno fue la retirada de las tropas peruanas de Arequipa, ciudad que fue enseguida ocupada por los chilenos, constituyéndose así en el último episodio incruento de la guerra. Ello ocurrió algunos días después de la firma de la paz con Chile en el Tratado de Ancón, concertada el 20 de octubre de 1883 por el gobierno del general Miguel Iglesias, que se había consolidado con el apoyo de las fusiles chilenos. Hay posiciones encontradas en torno a este episodio: para unos, Montero huyó de la ciudad para no presentar batalla a los chilenos, por lo que habría actuado como un desertor; para otros, quiso en realidad mantener la resistencia, pero la rebelión de una parte del pueblo a favor de la capitulación lo obligó a retirarse de la ciudad para evitar un enfrentamiento civil.

#### La ocupación chilena de Arequipa
Los hechos ocurrieron así:
En septiembre de 1883, el ejército chileno decidió tomar Arequipa. Pese a que la intención explícita había sido mantener la resistencia, las defensas arequipeñas abandonaron los puntos claves de Jamata y Puquina sin combatir, lo que permitió el avance de los chilenos hacia la ciudad, sin encontrar resistencia.
Ante la inminente llegada de los chilenos, el municipio, instado por un grupo de notables (entre ellos Enrique Gibson), dialogó con Montero para que evitara la lucha dentro del recinto de la ciudad (24 de octubre de 1883). Montero rechazó el pedido y fue enfático en sostener su intención de resistir a los invasores; sin embargo, su Consejo de Ministros y un consejo de guerra de jefes del ejército y de la guardia nacional habían opinado por la retirada. Esta retirada sería estratégica: el ejército marcharía hacia Puno, para reorganizarse allí y contraatacar al enemigo.
Al ver Montero la división del pueblo arequipeño (unos querían entregar la ciudad a los chilenos y otros resistir a estos), el día 25 convocó en la Plaza de Armas al pueblo para preguntarle si querían resistir combatiendo, y que, en caso afirmativo, les instaba a organizarse. Se desataron acaloradas discusiones en la plaza; luego, se produjo un motín de la guardia nacional, integrada por civiles arequipeños, resultando muerto Diego Butrón, teniente alcalde que era partidario de la paz.
Montero se vio atacado por los partidarios de la resistencia, que le acusaban de querer abandonar la ciudad; y por los partidarios de la rendición, que le reprochaban que expusiera a la ciudad a la salvaje devastación del enemigo. A medida que pasaba el tiempo, se caldeaban más los ánimos, al punto de ser el mismo Montero atacado a balazos por una turba; se salvó incluso de morir, pues una bala le atravesó el kepí, saliendo ileso, pero ese mismo proyectil mató a uno de sus ayudantes.
Al verse sobrepasado por los acontecimientos, Montero decidió retirarse, a fin de evitar una guerra civil dentro de la ciudad, lo que habría constituido un episodio vergonzoso, vista la cercanía de las tropas chilenas. Durante su retirada, que algunos han pintado como una huida, las picanteras le lanzaron agua hirviendo, como señal de repudio.
El 27 de octubre, Enrique Gibson envió una carta al jefe de la expedición chilena, José Velásquez, pidiéndole sostener una reunión en Paucarpata, antes de su ingreso a la ciudad. Terminada la cita, se levantó un acta que decía: «que a causa de la retirada del Ejército (peruano) y el abandono del gobierno, el pueblo de Arequipa se vio en la necesidad de reorganizar sus autoridades, adhiriéndose a la causa de la paz por creer imposible su resistencia (…) por lo que representantes de Arequipa ponen la ciudad a disposición del jefe del Ejército Chileno, esperando que se ciña a los principios de derecho de gentes».
Por su parte, Montero dejó el poder en el segundo vicepresidente, que era Cáceres, a quien remitió una carta el día 28 de octubre, donde decía textualmente:

… mi alejamiento de Arequipa no tiene por objeto reconocer el gobierno impuesto por Chile, bajo la presidencia del sr. Iglesias, sino únicamente eliminar mi persona, a fin de que V.E. como segundo vicepresidente se encargue del gobierno provisorio constitucional, que es el que reconoce la nación peruana.

Montero abandonó Arequipa con dirección a Puno, acompañado de una pequeña comitiva, que en el trayecto de Chiguata tuvo aún que soportar el tiroteo de la gente enardecida. En Santa Lucía, tomó el tren hacia Puno; de allí pasó a Bolivia y luego a Buenos Aires.
Una fuente chilena menciona que en Arequipa las tropas invasoras encontraron indicios de la capacidad defensiva que habría podido tener la ciudad y que sorprendentemente fue desmantelada:

“De los catorce cañones recogidos hasta el 8 del presente [8 de noviembre de 1883] algunos estaban clavados, otros inutilizados por completo, y, especialmente a los Krupp, les faltaban los obturadores y las roscas, cuyas piezas no ha sido posible recuperar hasta la fecha.

Fuera de estos catorce cañones, había no menos de cinco de grueso calibre montados en diversos puntos de la ciudad, y este total de diecinueve piezas de artillería, superior al que traía nuestro ejército [chileno], demuestra cuán eficaz hubiera podido ser la resistencia de los arequipeños".
El Mercurio.  Correspondencia desde Arequipa, 8 de noviembre de 1883. (Ahumada 1891, VIII: 376)

Basadre menciona también que el armamento y vituallas proporcionados desde Bolivia a Montero en Arequipa no era escaso: «8000 rifles, dos millones de municiones, una batería de cañones Krupp, sables, mulas para las brigadas del ejército, más de cien mil varas de tela para uniformar a los soldados y vestir a los guardias nacionales, calzado y hasta recursos pecuniarios…»

### Últimos años
Durante los años siguientes, el Perú vivió una época de anarquía, con Iglesias detentando el poder en Lima y Cáceres dominando la sierra central. Finalmente, Cáceres triunfó y asumió constitucionalmente el poder, en 1886.
En 1889, ya de vuelta al Perú, Montero fue nuevamente elegido senador por Piura, cargo en el que se mantuvo hasta 1894. Al triunfar la revolución cívico-demócrata que propició la elevación a la presidencia de Nicolás de Piérola en 1895, se retiró de la vida pública. Excepcionalmente, aceptó ser vocal del Consejo Supremo de Guerra y Marina. Falleció en Lima en 1905.